# Кубок Испании по футболу 1913
Кубок Испании 1913 — в связи с очередными разногласиями между некоторыми клубами и RFEF, были проведены два параллельных соревнования: «официальный», организованный Королевской испанской футбольной федерацией (исп., RFEF) в Мадриде, и «неофициальный», организованный UECF (Союз испанских футбольных клубов) в Барселоне. Оба в настоящее время признаны RFEF официальными.

## Участники турнира RFEF
В «официальном» турнире проведенном Королевской федерацией (RFEF) приняли участие команды :
- Мадрид ФК
- Атлетик Бильбао
- Эспания (Барселона)
- Расинг Ирун
- Реал Виго

Соревнования начались 16 марта 1913 года и завершились 23 марта 1913 года

## Предварительный этап
| Эспания (Барселона) | 1–0 | Реал Виго |
| ------------------- | --- | --------- |
| ?                   |     |           |

## Полуфиналы
| Атлетик Бильбао                                             | 3–0 | Мадрид ФК |
| ----------------------------------------------------------- | --- | --------- |
| Рафаэль Морено "Пичичи" · Рафаэль Морено "Пичичи" · Кортади |     |           |

| Расинг Ирун | 1–0 | Эспания (Барселона) |
| ----------- | --- | ------------------- |
| ?           |     |                     |

## Финал
| Атлетик Бильбао                       | 2–2 | Расинг Ирун                            |
| ------------------------------------- | --- | -------------------------------------- |
| Рафаэль Морено "Пичичи" · Мартын Вейч |     | Патрисио Арабасола · Рамон Белаусте II |

## переигровка
| Атлетик Бильбао | 0–1 | Расинг Ирун |
| --------------- | --- | ----------- |
|                 |     | Ретегуи     |

| Победитель            |
| --------------------- |
| Расинг Ирун 1-й титул |

## Участники турнира UECF
- Барселона
- Реал Сосьедад
- Понтеведра

«Понтеведра» снялась с турнира до её начала

## первый матч
| Барселона                        | 2–2 | Реал Сосьедад                  |
| -------------------------------- | --- | ------------------------------ |
| Рома Фронс · Аполинарио Родригес |     | Доминго Аррилага · Хуан Артола |

## второй матч
| Барселона | 0–0 | Реал Сосьедад |
| --------- | --- | ------------- |
|           |     |               |

## Финал
| Барселона                    | 2–1 | Реал Сосьедад |
| ---------------------------- | --- | ------------- |
| Бердие · Аполинарио Родригес |     | Э.Резола      |

| Победитель          |
| ------------------- |
| Барселона 3-й титул |